# Like a Prayer (pjesma)
"Like a Prayer" je prvi singl američke pjevačice Madonne s četvtog studijskog albuma istog naziva. Singl je izdan 28. veljače 1989. pod Sire Recordsom. Power pop pjesma je poznata po pjevačkom zboru koji se pojavljuje u pjesmi kao gospel dio. U Japanu i Australiji je izdan mini-album Remixed Prayers koji je uključiovao više obrada ove pjesme zajedno s nekoliko obrada "Express Yourself". Pjesma se sljedeće godine pojavila i na Madonninoj najuspješnijoj kompilaciji najvećih hitova – The Immaculate Collection, kao i 2009. na Celebration.

## O pjesmi
"Like a Prayer" je postao jedan od najuspješnijih Madonninih singlova s prodanih više od pet milijuna kopija.
Singl verzija pjesme (7" remix) je pomalo drugačija od verzije s albuma. Tako se razlikuje u samom početku pjesme, glasniji je bass i pozadinski zvukovi. Tako na singl verziji koristi kompliciranije dionice gitare.
Pjesma je pronašla i svoju dance obradu i kao takva bila uključena na kompilacijski album The Immaculate Collection. Ova verzija je postala popularna skoro kao i originalna.
Prema  Q Magazine, Madonnini fanovi su ovu pjesmu ocijenili njima najboljom od svih Madonninih pjesama. Pjesma je također proglašena 300. najboljom pjesmom svih vremena prema Rolling Stone časopisu.

## Omot singla
Omot 7" singla prikazuje Madonnu u vjerničkoj molitvenoj pozi. 12" singl prikazuje sliku gole Madonne (djevice) s aureolom, zamotana u žicu s bodljama s jednim cvijetom. Ono što je upečatljivo na slici su slova – MLVC- što je skraćenica Madonnina puna imena (Madonna Louise Veronica Ciccone). Također se vidi "padajuće" slovo P blizu Madonninog srca, a ono označava nedavni Madonnin razvod od tadašnjeg supruga Sean Penna.

## Uspjeh singla
"Like a Prayer" je bio veliki svjetski hit. U Sjedinjenim Državama se singl odmah uspeo u Top 10 Billboard Hot 100, te se popeo na vrh Hot Dance Music/Club Play i Hot Dance Singles Sales. Na prvoj poziciji Hot 100 ljestvice je proveo 2 tjedna. Dospjeo je i na 3. mjesto Billboard Adult Contemporary ljestvice.
U UK-u je singl debitirao na 2. mjestu prije nego što je zauzeo 1. poziciju i ostao tamo 3 tjedna. I u mnogim drugim zemljama je singl dospjeo na najvišu poziciju, kao u Australiji, Kanadi, Italiji, Belgiji, Irskoj i mnogima ostalima. 
Ovo je bio peti Madonnin broj 1 na Eurochart Hot 100 Singles a na 1. mjestu se zadržao 12 tjedana.

## Glazbeni video
Ovaj izrazito kontroverzan spot je osmislila May Lambert, s kojom je Madonna surađivala kod snimanja spotova za pjesme "Borderline", "Like a Virgin", "Material Girl" i "La Isla Bonita". Sniman je u Hollywoodu, dok su scene gorućih križeva snimane na brdima San Pedra. Spot je premjerno prikazan 3. ožujka 1989. i iste godine na dodjeli MTVjevih nagrada dobio nagradu po izboru publike za najbolji spot.
Ono što je izazvalo burne reakcije je scena u kojoj se tumači da Madonna vodi ljubav sa Sv. Martinom de Porresom, a što opet neki tumače da je to crni Krist. Također su s kritikama dočekane scene kada se Madonni javljaju stigmate, scene s gorućim križevima.  Ali dobila je i pohvale za njenu interpretaciju diskriminacije, silovanja i vjere.
Video je zauzeo vodeće mjesto MTV-jeve liste spotova koji su "prekršili pravila". Rolling Stone je spot smjestio na 20. mjesto 100 najboljih video spotova svih vremena, a VH 1 na 2. mjesto iste ljestvice. ".

## Live nastupi
Madonna je 1990. prvi puta izvela svoju pjesmu uživo na Blond Ambition World Tour. Nakon toga ju je koristila na Re-Invention World Tour 2004. Također se i 2008./2009. našla na popisu pjesama na Sticky & Sweet Tour.

## Službene verzije
- Album verzija - 5:40
- Japanska 7" verzija - 5:07
- QSound verzija - 5:49
- 12" Dance Mix - 7:50
- 12" Extended Remix - 7:21
- 12" Club Version - 6:35
- 7" Remix Edit - 5:41
- 7" Intro Edit - 4:59
- 7" Dance Edit - 5:25
- 7" verzija - 5:19
- 7" verzija - 5:07
- Instrumental Dub - 6:01
- Bass Dub - 5:31
- Dub Beats - 4:39
- Churchapella - 6:05

## Popis formata i pjesama
| US 7" Vinyl Singl 1. "Like A Prayer" (7" Version) - 5:19 2. "Act of Contrition" - 2:19 US & Kanadski 12" Vinyl Singl 1. "Like A Prayer" (12" Dance Mix) - 7:50 2. "Like A Prayer" (12" Extended Remix) - 7:21 3. "Like A Prayer" (Churchapella) - 6:14 4. "Like A Prayer" (12" Club Version) - 6:35 5. "Like A Prayer" (7" Remix Edit) - 5:41 6. "Act Of Contrition" - 2:19 US CD Singl (Promo) 1. "Like A Prayer" (7" Version) - 5:19 2. "Like A Prayer" (7" Remix Edit) - 5:41 3. "Like A Prayer" (7" Dance Edit) - 5:25 4. "Like A Prayer" (12" Dance Mix) - 7:50 5. "Like A Prayer" (12" Club Version) - 6:35 UK 7" Vinyl Singl 1. "Like A Prayer" (7" Version) - 5:19 2. "Act of Contrition" - 2:19 UK 12" Vinyl Singl 1. "Like A Prayer" (12" Dance Mix) - 7:50 2. "Like A Prayer" (Churchapella) - 6:14 3. "Like A Prayer" (7" Remix Edit) - 5:41 UK 12" Picture Disc 1. "Like A Prayer" (12" Extended Remix) - 7:21 2. "Like A Prayer" (12" Club Version) - 6:35 3. "Act Of Contrition" - 2:19 UK CD Singl 1. "Like A Prayer" (7" Version with Fade) - 5:07 2. "Like A Prayer" (12" Extended Remix) - 7:21 3. "Like A Prayer" (12" Club Version) - 6:35 | Europski CD Singl 1. "Like A Prayer" (7" Version with Fade) - 5:07 2. "Like A Prayer" (12" Extended Remix) - 7:21 3. "Like A Prayer" (12" Club Version) - 6:35 Njemački 7" Vinyl Singl 1. "Like A Prayer" (7" Version) - 5:19 2. "Act of Contrition" - 2:19 Njemački 12" Vinyl Singl 1. "Like A Prayer" (12" Extended Remix) - 7:21 2. "Like A Prayer" (12" Club Version) - 6:35 3. "Act Of Contrition" - 2:19 Australski 7" Vinyl Singl 1. "Like A Prayer" (7" Version) - 5:19 2. "Act of Contrition" - 2:19 Australski 12" Vinyl Singl 1. "Like A Prayer" (12" Dance Mix) - 7:50 2. "Like A Prayer" (12" Extended Remix) - 7:21 3. "Like A Prayer" (Churchapella) - 6:14 4. "Like A Prayer" (12" Club Version) - 6:35 5. "Like A Prayer" (7" Remix Edit) - 5:41 6. "Act Of Contrition" - 2:19 Japanski 3" CD Singl 1. "Like A Prayer" (7" Version) - 5:19 2. "Act of Contrition" - 2:19 |

## Na ljestvicama
| Ljestvica (1989.)                     | Pozicija |
| ------------------------------------- | -------- |
| Australija                            | 1        |
| Austrija                              | 2        |
| Belgija                               | 1        |
| Danska                                | 1        |
| Europa                                | 1        |
| Finska                                | 12       |
| Francuska                             | 2        |
| Irska                                 | 1        |
| Italija                               | 1        |
| Japan                                 | 1        |
| Kanada                                | 1        |
| Nizozemska                            | 2        |
| Norveška                              | 1        |
| Novi Zeland                           | 1        |
| Njemačka                              | 2        |
| Španjolska                            | 1        |
| Švedska                               | 1        |
| Švicarska                             | 1        |
| Ujedinjeno Kraljevstvo                | 1        |
| U.S. Billboard Hot 100                | 1        |
| U.S. Billboard Hot Adult Contemporary | 3        |
| U.S. Billboard Hot Dance Club Play    | 1        |
| U.S. ARC Weekly Top 40                | 1        |

| Država     | Certifikacija | Prodaja    |
| ---------- | ------------- | ---------- |
| Australija | 2x platinasta | 140.000+   |
| Francuska  | srebrna       | 125.000+   |
| Njemačka   | zlatna        | 250.000+   |
| Švedska    | platinasta    |            |
| Švicarska  | zlatna        | 25.000+    |
| UK         | zlatna        | 530.000    |
| SAD        | platinasta    | 1.000.000+ |